# Dolores Dorn
Pour les articles homonymes, voir Dorn.
Dolores Dorn (nom de scène de Dolores Heft), née le 3 mars 1934 à Chicago (Illinois) et morte le 5 octobre 2019 (lieu non spécifié), est une actrice américaine (parfois créditée Dolores Dorn-Heft).

## Biographie

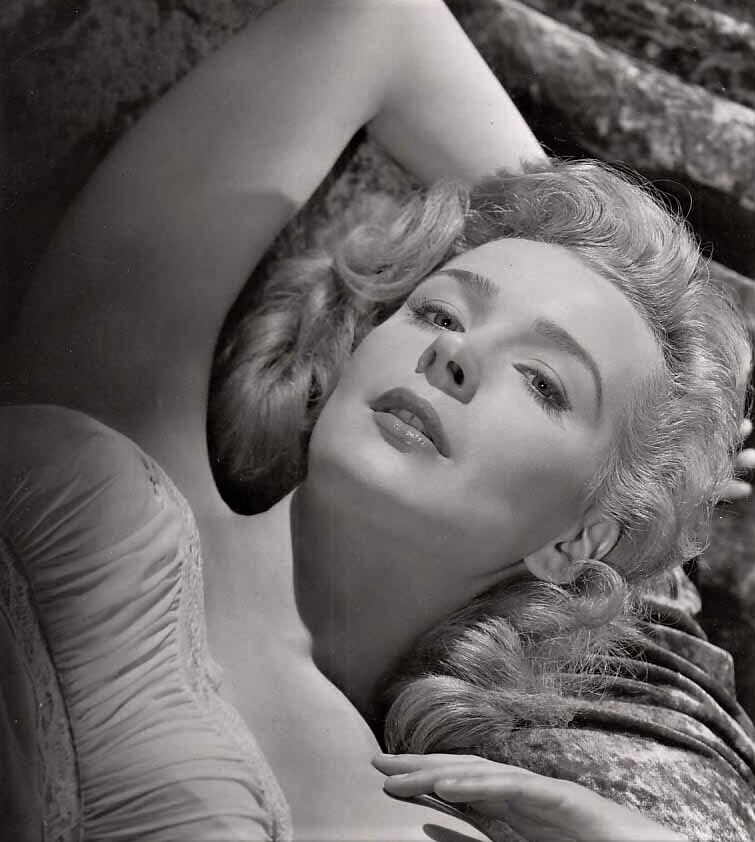
Dans Le Fantôme de la rue Morgue (1954)

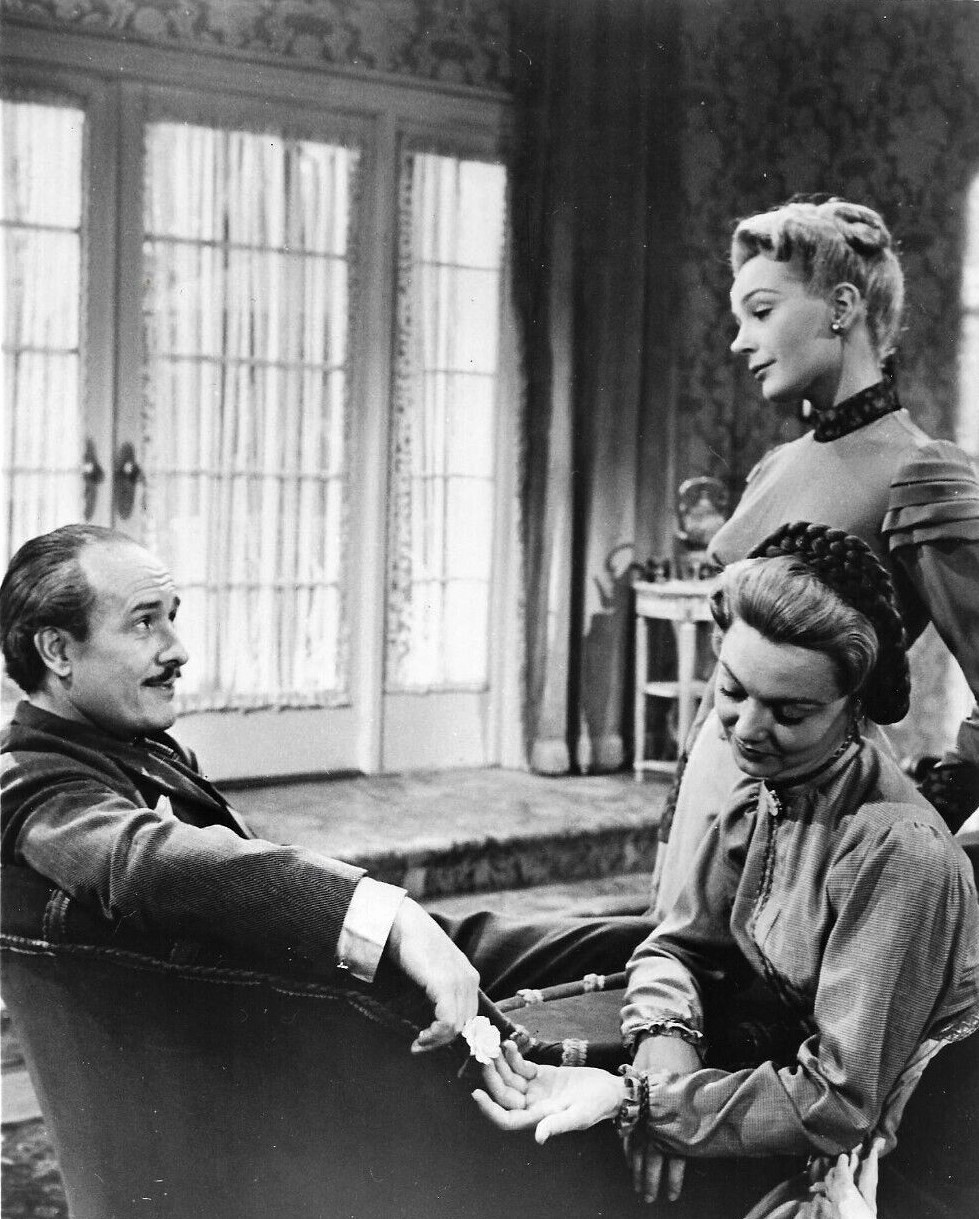
George Voskovec, Dolores Dorn (debout) et Peggy McCay, dans Oncle Vania (1957)

Après des débuts au théâtre amateur (elle étudie l'art dramatique dans sa ville natale), Dolores Dorn apparaît au cinéma dans trois films sortis en 1954, dont le western Terreur à l'ouest d'André de Toth (avec Randolph Scott et Marie Windsor). Ultérieurement, elle contribue à seulement sept autres films américains (dont un court métrage), notamment Les Bas-fonds new-yorkais de Samuel Fuller (1961, avec Cliff Robertson et Larry Gates), Lutte sans merci de Philip Leacock (1962, avec Alan Ladd et Rod Steiger) et The Candy Snatchers de Guerdon Trueblood (1973), avec Ben Piazza, son second époux de 1967 à 1979 (divorce).
Son premier époux est Franchot Tone (de 1956 à 1959, divorce), aux côtés duquel elle joue dans Oncle Vania (en) de John Goetz et Franchot Tone (1957, avec George Voskovec dans le rôle-titre), adaptation à l'écran de la pièce éponyme d'Anton Tchekhov, jouée Off-Broadway en 1956 par Tone et Voskovec (avec Signe Hasso dans le rôle d'Éléna Andréevna repris par Dolores Dorn). 
Son dernier film est Tell Me a Riddle (en) de Lee Grant (1980, avec Melvyn Douglas et Lila Kedrova).
À la télévision américaine, elle collabore à onze séries, la première en 1955. Citons Les Incorruptibles (un épisode, 1962), L'Homme de fer (un épisode, 1974) et Drôles de dames (un épisode, 1977). Elle tient son ultime rôle au petit écran en 1985, dans deux épisodes de Simon et Simon.
S'ajoutent sept téléfilms, le premier diffusé en 1959, le dernier en 1981. Entretemps, mentionnons Femme battue (en) de John Llewellyn Moxey (1977, avec Dennis Weaver et Sally Struthers).
Sur les planches new-yorkaises, elle joue à Broadway en 1957, dans la pièce Hide and Seek de Stanley Mann et Roger MacDougall (avec Isobel Elsom et Basil Rathbone). Suit Off-Broadway en 1969 Khaki Blue de Ben Piazza, alors son mari.
Dolores Dorn meurt en 2019, à 85 ans.

## Filmographie

### Cinéma (intégrale)
- 1954 : Le Fantôme de la rue Morgue (Phantom of the Rue Morgue) de Roy Del Ruth : Camille
- 1954 : Mademoiselle Porte-bonheur (Lucky Me) de Jack Donohue : une membre de la troupe
- 1954 : Terreur à l'ouest (The Bounty Hunter) d'André de Toth : Julie Spencer
- 1957 : Oncle Vania (en) (Uncle Vanya) de John Goetz et Franchot Tone : Éléna Andréevna
- 1961 : Les Bas-fonds new-yorkais (Underworld U.S.A.) de Samuel Fuller : Cuddles
- 1962 : Lutte sans merci (13 West Street) de Philip Leacock : Tracey Sherill
- 1973 : The Candy Snatchers de Guerdon Trueblood : Katherine
- 1974 : Truck Stop Women (en) de Mark L. Lester : Trish
- 1976 : The Stronger de Lee Grant (court métrage)
- 1980 : Tell Me a Riddle (en) de Lee Grant : Vivi

### Télévision (sélection)

#### Séries
- 1962 : Les Incorruptibles (The Untouchables), saison 3, épisode 28 Le Débarcadère de la mort (The Monkey Wrench) de Bernard L. Kowalski : Mady Collins-Kerner
- 1965 : Match contre la vie (Run for Your Life), saison 1, épisode 12 The Time of the Sharks de Leslie H. Martinson : Elizabeth Rankin
- 1974 : L'Homme de fer (Ironside), saison 7, épisode 23 Mort en plein ciel (Riddle at 24,000) de Don Weis : Mme Wescott
- 1977 : Drôles de dames (Charlie's Angels), saison 1, épisode 17 Une sale affaire (Dirty Business) de Bill Bixby : Mme Evers
- 1985 : Simon et Simon (Simon & Simon), saison 4, épisodes 16 et 17 Simon sans Simon, 1re et 2e parties (Simon Without Simon, Parts I & II) de Vincent McEveety : Mlle Hemmings

#### Téléfilms
- 1973 : The Girls from Huntington House d'Alf Kjellin : la mère de Gail
- 1975 : The Turning Point of Jim Malloy de Frank D. Gilroy : Mme Evans
- 1977 : Femme battue (en) (Intimate Strangers) de John Llewellyn Moxey : Dolores
- 1978 : Night Cries de Richard Lang : l'infirmière Green
- 1980 : Un cri d'amour (A Cry for Love) de Paul Wendkos : Karen
- 1981 : The Princess and the Cabbie de Glenn Jordan : Emcee

## Théâtre

### Broadway
- 1957 : Hide and Seek de Stanley Mann et Roger MacDougall, mise en scène de Reginald Denham : Janice

### Off-Broadway
- 1969 : Khaki Blue de Ben Piazza : la femme

## Note et référence
1. ↑  Oncle Vania en 1956 sur l’Internet Off-Boradway Database.